# René Toussaint (Schauspieler)
René Toussaint (* 3. April 1958 in Bonn) ist ein deutscher Schauspieler und Hörspielsprecher.

## Leben
Nach seinem Abitur am Bonner Helmholtz-Gymnasium studierte René Toussaint Philosophie und Physik an der Universität zu Köln. Erst danach wandte er sich der Schauspielerei zu und absolvierte die Schauspielschule der Keller, ebenfalls in Köln. Unter Regisseuren wie Ruth Berghaus, Peter Eschberg, Hans Hollmann oder Wolfgang Spier hatte Toussaint unter anderem Engagements am Saarländischen Staatstheater, am Badischen Staatstheater Karlsruhe, am Schauspiel Frankfurt, an der Komödie im Bayerischen Hof, am Schlosstheater Moers und im Kölner Theater am Dom. In seiner Geburtsstadt spielte er am Contra-Kreis-Theater und am Schauspiel.
Von Mitte der 1990er- bis zum Beginn der 2010er-Jahre war Toussaint ein vielbeschäftigter Seriendarsteller im Fernsehen. Neben Gastauftritten im Tatort, bei  Wilsberg oder  in SK Kölsch, spielte er in allen Folgen der Serie Westerdeich und in mehreren Episoden der Stadtklinik. Große Popularität erlangte Toussaint insbesondere durch die Rolle des Mathes Krings in der WDR-Produktion Die Anrheiner. Zwischen 1998 und 2011 spielte er diesen Charakter bis zu dessen Filmtod in über 600 Folgen.
Daneben arbeitet René Toussaint auch gelegentlich als Hörspielsprecher.

## Filmografie
- 1987: Miss Sara Sampson
- 1994: Tatort – Die Sache Baryschna
- 1995: Westerdeich (37 Folgen als Rainer Thiel)
- 1995: Wilsberg – Und die Toten lässt man ruhen
- 1996: Faust – Kinder der Straße
- 1996: Stadtklinik (6 Folgen als Karsten Wubbe)
- 1997: Dumm gelaufen
- 1997: Parkhotel Stern – Tiramisu
- 1997: Kurklinik Rosenau – Schlechte Nachrichten
- 1998–2011: Die Anrheiner
- 2002: SK Kölsch – Turteltäubchen
- 2002: Heirat wider Willen
- 2003: Tatort – Sag nichts
- 2006: Ein Fall für zwei – Der verlorene Sohn

## Hörspiele
- 1976: Tapetenwechsel – Autor: Alfred Andersch – Regie: Günther Sauer
- 1979: Wundschock – Autor: Ludwig Fels – Regie: Wolfgang Schenck
- 1982: Endstation – Autor und Regie: Harald Weiss
- 1983: Die Gruft – Autor: Peter Feraru – Regie: Norbert Schaeffer. Produktion: SR.
- 1999: Weltreligionen für Kinder (3. Teil: Ist das nicht Sarah?) – Autoren: Monika Tworuschka und Udo Tworuschka – Regie: Klaus Wirbitzky
- 2003: Kaiser & König – Autorin: Meina Kentner – Regie: Klaus Wirbitzky